# Pierre Gavarni
Pour les articles homonymes, voir Gavarni.
Pierre Gavarni, né le 4 décembre 1846 à Auteuil où il est mort le 9 mai 1932, est un artiste peintre français.

## Biographie
Pierre Chevalier est le fils de Paul Gavarni Chevalier et de Jeanne Léonie Martin de Bonabry.
D'abord élève de son père, puis de Fromentin et Busson, il expose au Salon à partir de 1870.
En 1874, il épouse Julie Carles, en présence de Paulin Talabot et Urbain Le Verrier. Parmi leurs enfants, Suzanne épousera en 1925 l'historien Paul-André Lemoisne.
Il meurt à son domicile de la rue de Douai à l'âge de 86 ans.

## Distinction
- Chevalier de la Légion d'honneur[5] par le ministère de la guerre, pour son action en 1870.